# ボスジャン・ナックバー
ボスジャン・ナックバー（Boštjan Nachbar、1980年7月3日 - ）はスロベニアの元バスケットボール選手。現在はNBAのデトロイト・ピストンズのスカウトを務めている。ユーゴスラビア連邦スロベニアコロシュカ地方スロヴェニ・グラデツ出身。ポジションはスモール・フォワード、パワーフォワード。206cm、102kg。

## 経歴
アドリアティック・バスケットボール・アソシエーションのKK Union Olimpijaで頭角を現すと、2000年にはイタリアのパッラカネストロ・トレヴィーゾでプレイ。イタリアのチームに籍を置く外国人の中では最も若いプレイヤーとして活躍した。スロベニア代表でもあり、2000年にはU-20ヨーロッパ選手権のスロベニア優勝に貢献、2006年には世界選手権出場のため来日した。
2002年のNBAドラフトで1巡目15位でヒューストン・ロケッツに入団。1巡目指名プレイヤーながら1年目の1試合平均出場時間は僅か5.5分だった。2年目もほとんど出場期間を与えられずシーズン後半には完全にローテーションから外されると、3年目となる2004-2005シーズン中にニューオリンズ・ホーネッツに移籍する。ホーネッツではようやくまとまった出場時間を与えられるようになり、それに伴ってスタッツは向上するも、2005-2006シーズンには膝を故障し、再び出場機会は減少。シーズン途中にニュージャージー・ネッツに移籍。2006-2007シーズンは同ポジション不動のスターターであったリチャード・ジェファーソンがシーズン中に手術をしたため、ナックバーは多くの出場時間を与えられ、得点面で活躍、個人スタッツの多くの項目でキャリアハイを更新し、得意の3ポイントシュートは成功率でリーグ11位にランクされた。
しかし、2008-09シーズン以降はNBAでプレーすることが出来ず、ユーロリーグなどでプレーした。
2017年10月5日、選手生活に区切りを付け、デトロイト・ピストンズの国際部スカウトに就任したことが発表された。